# Шамино (Уренский район)
Шамино — деревня в составе Устанского сельсовета в Уренском районе Нижегородской области.

## География
Находится на расстоянии примерно 11 километров по прямой на запад-северо-запад от районного центра города Урень.

## История
Основано в первой половине XIX века. В 1870 года хозяйств 12 и 83 жителя, в 1907 году 29 и 169 соответственно. Люди, населявшие эту деревню, были старообрядцами. В советское время работал колхоз «Красный пахарь». Изначально существовало как Шамино Первое или Большое Шамино. В 1965 году Большое и Малое Шамино объединились.

## Население
Постоянное население составляло 15 человек (русские 100 %) в 2002 году, 11 — в 2010.